# جیرود (شمیرانات)
جیرود یا جیررود از روستاهای سابق دهستان رودبار قصران بخش رودبار قصران شهرستان شمیران استان تهران ایران بود که در آبان ماه سال ۱۳۹۱ با تأسیس شهر شمشک دربندسر به همراه چند روستای دیگر در آن ادغام شد و اکنون محله این شهر محسوب می‌شود. مردم روستای جیرود به زبان مازندرانی سخن می‌گویند.

## جمعیت
جمعیت این روستا بر اساس سرشماری سال ۱۳۸۵ حدود ۸۱ نفر در ۲۸ خانوار بوده‌است، که قطعاً تا کنون تغییر یافته‌است. نکته مهم این است که این روستا بیش از دیگر روستاهای منطقه وضعیتی ییلاقی دارد و اکثر خانوارهای آن در روزهای غیرتعطیل سال ساکن تهران هستند.

## زبان
مردم جیرود به گویش قصرانی زبان مازندرانی صحبت می کنند.

## حد و مرز
مرز روستای جیرود با روستای پیش از خود (میگون) دره زیبای هملوتنگه است که زمین‌های آن از برای برخی اهالی میگون است. در این دره دو غار بزرگ و کوچک قرار دارند. مرز روستای جیرود با روستای بعد از خود (دورود) هم دره‌ای در میان مسیر است که سال‌ها در آن گاوداری‌ای قدیمی به چشم می‌خورد که متروک بود. این مکان امروزه تبدیل به رستورانی مدرن  شده‌است.